# Ǜ
De Ǜ is een ü met een accent grave, een streepje naar links. De kleine letter wordt zo aangeduid, ǜ, en de hoofdletter zoals dit, Ǜ.